# Weitmar-Mark
Weitmar-Mark ist ein Ortsteil im Stadtbezirk Bochum-Südwest. Sein Mittelpunkt ist die Kreuzung von Markstraße, Karl-Friedrich-Straße, Heinrich-König-Straße und Kemnader Straße. Zu Weitmar-Mark zählt auch das Weitmarer Holz.
Um 1880 entwickelte sich aufgrund des Ruhrbergbaus ein industrieller Aufschwung, der sich unter anderem im Bau neuer Schulgebäude an der Karl-Friedrich-Straße und an der Neulingstraße ausdrückte.
In dem Ortsteil wurde von 1825 bis 1924 die Zeche Carl Friedrich Erbstollen betrieben. Heute befinden sich auf dem ehemaligen Werksgelände die Sportplätze südlich der Heinrich-König-Straße.
An der Pfarrer-Halbe-Straße findet auf einem kleinen Platz von 2.292 m² Fläche jeweils dienstags und freitags vormittags ein Wochenmarkt statt.
Der Erbstollen-Park besitzt auch einen Fußballplatz, der von SV Blau-Weiß Weitmar 09 genutzt wird.